# Neobisium tenuipalpe
Espèce
Synonymes
- Obisium tenuipalpe Nonidez, 1925

Neobisium tenuipalpe est une espèce de pseudoscorpions de la famille des Neobisiidae.

## Distribution
Cette espèce est endémique du Pays basque en Espagne. Elle se rencontre à Arrasate dans la grotte Cueva de San Valerio.

## Description
Le mâle holotype mesure 4,70 mm.

## Systématique et taxinomie
Cette espèce a été décrite sous le protonyme Obisium tenuipalpe par Nonidez en 1925. Elle est placée dans le genre Neobisium par Beier en 1932.

## Publication originale
- Nonidez, 1925 : Los Obisium españoles del subgénero Blothrus (Pseudosc. Obisidae) con descripción de nuevas especies. Eos, vol. 1, p. 43-83 (texte intégral).